# Joseph Labitzky

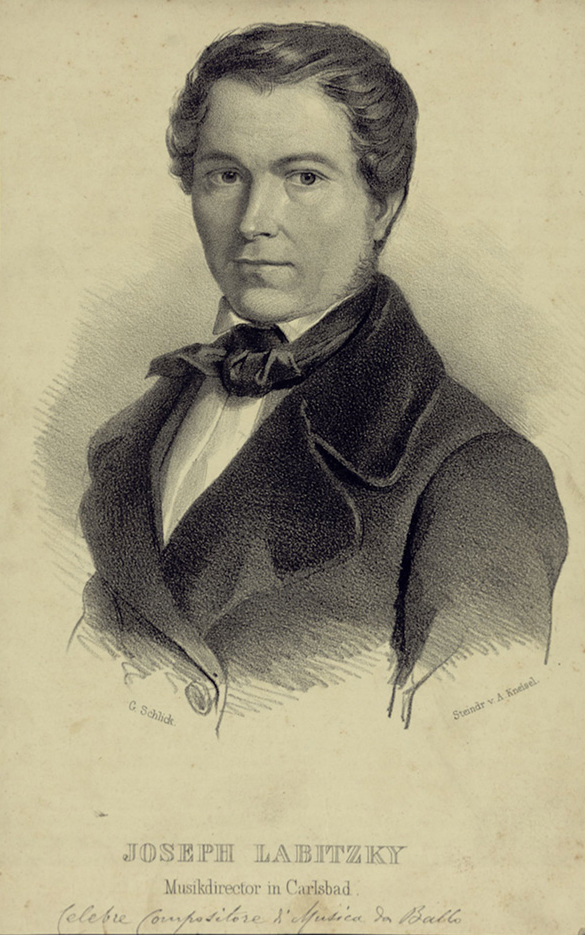
Lithographie von Gustav Friedrich Schlick

Joseph Labitzky (tschechisch Josef Labický) (* 4. Juli 1802 in Schönfeld in Westböhmen; † 18. August 1881 in Karlsbad, Monarchie Österreich-Ungarn) war ein deutsch-böhmischer Kapellmeister und Komponist.

## Lebenslauf
Joseph Labitzky war ein Sohn des Tuchscherermeisters Christian Labitzky aus Kampern in Preußisch-Schlesien, der im Jahr 1800 nach Schönfeld bei Karlsbad kam und 1802 Maria Anna Gerstner, Tochter des David Gerstner, Tischler aus Petschau und der Maria Anna Preißdorfer aus Marburg in der Steiermark ehelichte. Bereits in frühester Jugend erhielt er in Petschau Musikunterricht.
Im zwölften Lebensjahr verlor er beide Eltern. Mit vierzehn Jahren schloss er sich einer Orchestergruppe reisender Petschauer Musikanten an, fand dann eine Anstellung beim Badeorchester in Marienbad, im folgenden Jahr im Karlsbader Saisonorchester und begann mit fünfzehn Jahren zu komponieren. Da er nur in der Kursaison regelmäßige Auftritts- und Einkommensmöglichkeiten hatte, suchte er im Winter anderweitig Geld zu verdienen, was er auch zu seiner musikalischen Weiterbildung nutzte. So spielte er im Winter 1821/22 bei der französischen Oper in Bern und im Winter 1822/23 als Musikus bei dem kaiserlich-russischen Gesandten Graf Woronzoff Daschkoff in München, wo er eine weitergehende Ausbildung durch Peter von Winter erhielt.
Im September 1824 ehelichte er Antonie Herget, eine Tochter des Seilermeisters Herget in Petschau. Ihr Vater bestand darauf, dass er bis zur Heirat ein ehrbares Handwerk erlernt hatte. Nach einer Tuchmacherlehre legte Joseph Labitzky 1824 eine Meisterprüfung dieses Handwerks ab.
Er unternahm dann mit einer selbstgebildeten Kapelle in den Wintern 1825/26 und 1826/27 zunächst Reisen nach Wien, wo er im Gasthof Zur Kettenbrücke gastierte und auch Joseph Lanner und Johann Strauss persönlich kennenlernte; weitere Reisen mit seiner Kapelle führten ihn nach Regensburg, Augsburg, Ulm, Stuttgart, Würzburg und Nürnberg.
1835 wurde Labitzky mit der Leitung des Karlsbader Kurorchesters betraut, das er in den kommenden Jahren vergrößerte und zu anspruchsvolleren Darbietungen führte. Diese Position gab ihm die Möglichkeit, vor prominenten Kurgästen aufzutreten, so dass sich sein Ruf schnell in ganz Europa ausbreitete. Kaiser Ferdinand von Österreich ließ ihn holen, als er bei einem Treffen mit dem Zaren von Russland und dem König von Preußen in Teplitz einen Musiker zur Unterhaltung seiner Gäste suchte. Daraufhin wurde er 1838 an den Zarenhof in Petersburg eingeladen. Joseph Labitzky gründete 1842 den Karlsbader Musikverein, wurde Musikdirektor, förderte aus dieser Position das regionale Musikleben und popularisierte slawische Volkslieder, vor allem im Karlsbader Posthof.
Joseph Labitzky leitete das Karlsbader Orchester bis 1868 und vereinbarte vertraglich mit der Stadt Karlsbad, dass sein Sohn August Labitzky als sein Nachfolger die Leitung des Orchesters übertragen bekam.
Labitzky konnte sich durch die Auftritte mit seiner Kurkapelle vor mondänem Publikum in Karlsbad, durch seine Reisen in ganz Europa und seine bewunderten Tanzkompositionen einen europaweiten Ruf erwerben, der ihn neben Johann Strauss und Joseph Lanner stehen ließ, so dass er als „Walzerkönig von Böhmen“ bezeichnet wurde. Außer Tänzen komponierte er Streichquartette und Variationen für Violine, Flöte, Klarinette und Horn und einige Kirchenmusikstücke.
Von seinen zehn Kindern ist überliefert:
- Eduard Labitzky (1828–1905) wurde Architekt und staatlicher Baurat in Troppau, wo er u. a. das Stadttheater und die öffentliche Wasserleitung errichten ließ und in Karlsbad das dortige Kurhaus.
- Wilhelm Labitzky (1829–1871) war zunächst Geiger im Kurorchester in Karlsbad, ging nach Kanada und wurde Domkapellmeister in Toronto.
- August Labitzky (1832–1903) trat als Musiker und Komponist hervor.
- Toni (Elisabeth Antonie) Labitzky (1833–1894), Opernsängerin, heiratete 1871 in Frankfurt den Unternehmer und Bankier Sigismund Kohn-Speyer, den späteren Präsidenten des Deutschen Bühnenvereins und Intendanten der Frankfurter Oper.

## Kompositionen (Auswahl)
- Kammermusik nach Teilen von Bellinis Oper Capuletti e Montecchi
- Tschechische, polnische und russische Volkslieder-Potpourris (1838 ff.)
- Seine um 1850 entstandenen Kompositionen haben die Titel: Carlsbader Sprudel-Galopp; Hirschensprung-Walzer; Posthofklänge; Erinnerung an Carlsbad und Carlsbader Curtänze.[1]